# Wim Udenhout
Willem "Wim" Alfred Udenhout (Coronie, 29 de septiembre de 1937-22 de mayo de 2023) fue un político surinamés. Fue primer ministro de Surinam (1984-1986).

## Biografía
Fue maestro y, durante un tiempo, activista del Poder negro. Como académico, tenía un doctorado en literatura inglesa de la Universidad de Leiden. También fue Presidente de la Fundación para la Conservación de Surinam.
Fue primer ministro de Surinam desde febrero de 1984 hasta julio de 1986, siendo nombrado por el gobierno militar de Dési Bouterse. Paralelamente se desempeñó entre 1984 y 1985 como Ministro de Asuntos Exteriores, y entre 1985 y 1986 como Ministro de Finanzas. Más tarde se desempeñó como embajador en los Estados Unidos, entre 1989 y 1997.